# 史蒂芬·泰勒
史蒂芬·泰勒（英語：Steven Tyler，1948年3月26日—），本名史蒂芬·維多·泰瑞克（Steven Victor Tallarico），生於美國紐約市曼哈頓，是一位摇滚歌手、樂器演奏家，擔任搖滾樂團史密斯飛船（Aerosmith）的主唱，獨特的高分貝尖叫嗓音與寬廣的音域讓史蒂芬被稱為“尖叫惡魔”（Demon of Screamin）。曾擔任歌手選秀節目《美國偶像》評審。《魔戒三部曲》的主演丽芙·泰勒是他女儿。

## 生平
其父維多·泰瑞克（Victor A. Tallarico），擁有義大利及德國血統，是一名古典鋼琴演奏家，在紐約市布朗區的高中擔任音樂教師。其母親蘇珊·雷（Susan Ray），擁有法國及波蘭血統，在私人公司擔任秘書。史蒂芬·泰勒在曼哈頓出生，是家中長子，有一名姐姐。在3歲時，全家搬到布朗區。9歲時，又移居揚克斯。
1965年，17歲時，在紐約市格林威治村，史蒂芬·泰勒參加了滾石樂團的演唱會，之後開始朝向成為搖滾樂手的方向努力。1969年，搖滾團體史密斯飛船成軍，史蒂芬·泰勒擔任主唱。
1972年，改名史蒂芬·泰勒（Steven Tyler）。同年，史密斯飛船獲得哥伦比亚唱片的合約，1973年出版首張同名專輯。